# 750-ті до н. е.

## Події
- Царем Юдеї був Уззія.
- Фараоном Єгипту був Рудамон з XXIII династії, а також, можливо Такелот III та/або Осоркон III. У цей період Верхній Єгипет розділився на декілька дрібних держав, деякий час фараон контролював лише невелику територію в Нижньому Єгипті.
- За легендою 753 року до н. е. засновано Рим. Легендарний цар Ромул вів війни з навколишніми племенами. Зокрема відбулося викрадення сабінянок.
- Правителями Ассирії були Ашшур-дан III до 755 до н. е. та Ашшур-нірарі V пізніше.
- 756 р. до н. е. — заснування  давньогрецького полісу Кізик .
- в. 750 р. до н.е. — греки засновують колонії в Італії та на Сицилії .
- 750 р. до н. е. — вихідцями з Халкіди на чолі з ойкістом Меґасфеном засноване місто Куми в Кампанії .

## Персоналії

### Народились
- 759 до н. е. — Осія, останній ізраїльський цар

### Померли
- 753 до н. е. — Ашшур-дан III, цар Ассирії